# Roundelay
Roundelay также известный как ХОRОВОД (сокращённо RNDL или ХRVD) — российский музыкальный коллектив, образованный в Самаре в 2011 году. Группа использует два названия: выступая с английским репертуаром, представляется как Roundelay, с русскоязычным как ХОRОВОД.

## История
Идея проекта принадлежит Дмитрию Колеватых, который в 2011 году стал набирать людей для участия в своей группе. Первоначально Roundelay выступали в формации хора и фортепиано, однако позже на концертах группы им стали аккомпанировать и другие инструменты (в том числе и оркестр). Первым альбомом Roundelay принято считать Live EP «One Page From The Great Book» вышедшим 25 января 2012 года. В мае 2012 года Roundelay участвуют в конкурсе 10 молодых музыкантов от ресурса Look At Me и становятся финалистами проекта. Итогом конкурса является совместная работа над одной песней с зарубежными продюсерами, таковым для Roundelay становится Jeremy Gara — барабанщик и гитарист группы Arcade Fire. В результате данной коллаборации выходит релиз песни «The River», который приносит группе определённую известность. Летом 2012 года Roundelay участвуют в ночном фестивале «Summer Night Camp» организованным Институтом медиа, архитектуры и дизайна «Стрелка», где специальными гостями являются Tim Koh (Ariel Pink’s Haunted Graffiti) и Sun Araw. Спустя год после локальных концертов и перформансов в родном городе, Roundelay участвуют в ещё одном крупном фестивале Форма, который проходит в московском парке Красная Пресня. Осенью 2013 года группа начинает запись полноценного альбома «Russian Melodies», который выходит 2 марта 2014 года. После этого группа подписывает контракт с американским лейблом Far From Moscow и параллельно издаёт альбом на физическом носителе при поддержке лейбла «Iskra». В апреле 2015 года группа организует самостоятельный, ночной, уличный концерт. Он проходит в заброшенном районе города Самара. На нём группа презентует новый русскоязычный альбом, а данное мероприятие сами организаторы называют «Вичёвка #1». Стиль вечеринки характеризуется как концерт вандального искусства атрибутами которого становятся горящие бочки и уличные прожектора. В июле 2015 года группа анонсирует сингл с предстоящего альбома — песню «Ветерок», которая выходит небольшим тиражом на CD дисках при поддержке лейбла «Iskra» Архивная копия от 8 декабря 2015 на Wayback Machine.

## Состав
| - Дмитрий Колеватых — (вокал, гитара, фортепиано, программирование) - Анастасия Муханова — (вокал, перкуссия) - Сергей Яковлев — (вокал, виолончель) - Анастасия Владимирова — (вокал, синтезатор, фортепиано) - Елена Кулеш — (вокал) | - Марина Воробьёва — (вокал, скрипка, перкуссия) - Сабина Бабаева — (вокал, перкуссия) - Александра Севастьянова — (вокал, перкуссия) - Алина Черняева — (вокал, перкуссия) - Юлия Фросина — (вокал, перкуссия) - Алиса Ермолаева — (вокал, перкуссия) - Полина Хвостова — (вокал, перкуссия) - Дарья Шубина — (вокал, перкуссия) - Елена Коржова — (вокал, перкуссия) - Аделя Наркова — (домра) - Максим Дораев — (ударные, перкуссия) - Дмитрий Макаренко — (гитара, домра) - Арина Струкова — (вокал, перкуссия) - Дарья Керосирова — (вокал, перкуссия) - Олеся Кокранова — (вокал, перкуссия) |

## Дискография
| Год  | Альбом                                                              | Статус  | Обложка |
| ---- | ------------------------------------------------------------------- | ------- | ------- |
| 2012 | One Page From The Great Book                                        | Live EP |         |
| 2014 | Russian Melodies Архивная копия от 6 апреля 2019 на Wayback Machine | LP      |         |

Сотрудничество
- Jeremy Gara — песня «The River» (prod.Jeremy Gara of Arcade Fire)
- Joseph Gordon-Levitt — в рамках проекта «HitRecord» песня «Mother Mary» (промо)

## Награды
- Премия «ТОП 30. Самые знаменитые люди Самары и Тольятти». Номинация — «Музыка» 2013.06.08.[4]

|  |  |  |

## Интересные факты
- Дмитрий Колеватых является внуком народного художника РФ Коммисарова И. Е.
- За всё время существования коллектива в нём поучаствовало около 50 музыкантов.
- В честь 2-х летия коллектива были изготовлены памятные знаки для участников.

|  |  |